# Olga Jackowska
Kora, artiestennaam van Olga Aleksandra Jackowska (Sipowicz) (Krakau, 8 juni 1951 – Bliżów, 28 juli 2018) was een Poolse zangeres en songwriter. Gedurende dertien jaar was ze de leadzangeres van de band Maanam.

## Discografie
- Ping Pong (2011)

- Gemeinsame Normdatei: 121526062
- International Standard Name Identifier: 0000 0001 0977 8669
- Library of Congress Control Number: no2001041355
- MusicBrainz: 6852afe1-dae7-4b3b-9a8e-ef22df3a3c20
- Bibliotheek van het Japanse parlement: 00916453
- Nationale Bibliotheek van Tsjechië: js20201074897
- Nationale Bibliotheek van Polen: a0000001184000
- Virtual International Authority File: 59942587
- WorldCat: E39PBJrWB8cwCRgdVdPG4VXTpP